# チョアー
チョアー(Chore)は、カナダのロックバンド。1995年にオンタリオ州で結成。1997年にアルバム『Another Plebeian』でデビュー。計3枚のアルバムをリリースし2004年に解散。解散後にクリス・ベルとダンハム、ボウデンらはThe Priddle Concernを結成した。2010年に再結成し公演を行った。

## 作品

### アルバム
- Another Plebeian （1997年）
- Take My Mask and Breathe （1999年）
- The Coastaline Fire （2002年）